# Ecliptopera dubernardi
Ecliptopera dubernardi är en fjärilsart som beskrevs av Louis Beethoven Prout 1940. Ecliptopera dubernardi ingår i släktet Ecliptopera och familjen mätare. Inga underarter finns listade i Catalogue of Life.